# Prezydenci miast w Polsce (kadencja 1990–1994)
Polscy prezydenci miast I kadencji zostali wybrani przez właściwe rady miejskie wyłonione w wyniku wyborów samorządowych z 27 maja 1990. Prezydenta miasta stołecznego Warszawa wybrało Zgromadzenie Wyborcze Warszawy, zgodnie z odrębnymi przepisami. W trakcie tej kadencji instytucja prezydenta miasta funkcjonowała w 107 miastach, w tym w 49 tzw. miastach wojewódzkich. Prezydenci miast byli w tej kadencji członkami i przewodniczącymi kolegialnych zarządów miasta. Mogli być odwoływani w odpowiednim trybie przez radę miejską. Prezydenci miast I kadencji zakończyli swoje urzędowanie wraz z objęciem tych stanowisk przez prezydentów wyłonionych przez rady miejskie po następnych wyborach w 1994.
| Miasto                  | Województwo      | Prezydent miasta                       | Źródło  |
| ----------------------- | ---------------- | -------------------------------------- | ------- |
| Bełchatów               | piotrkowskie     | Edward Olszewski                       | [ 2 ]   |
| Będzin                  | katowickie       | Marian Raczyński                       | [ 3 ]   |
| Biała Podlaska          | bialskopodlaskie | Mirosław Radecki                       | [ 4 ]   |
| Białystok               | białostockie     | Lech Rutkowski                         | [ 5 ]   |
| Bielsko-Biała           | bielskie         | Krzysztof Jonkisz                      | [ 6 ]   |
| Bolesławiec             | jeleniogórskie   | Józef Król                             | [ 7 ]   |
| Bydgoszcz               | bydgoskie        | Krzysztof Chmara (do 1991)             | [ 5 ]   |
| Bydgoszcz               | bydgoskie        | Edwin Warczak (od 1991)                | [ 5 ]   |
| Bytom                   | katowickie       | Janusz Paczocha                        | [ 8 ]   |
| Chełm                   | chełmskie        | Jerzy Frydlewicz (do 1991)             | [ 9 ]   |
| Chełm                   | chełmskie        | Jerzy Uchaniuk (w 1991, p.o.)          | [ 10 ]  |
| Chełm                   | chełmskie        | Janusz Pastusiak (od 1991)             | [ 11 ]  |
| Chorzów                 | katowickie       | Stefan Kwiatkowski (do 1991)           | [ 12 ]  |
| Chorzów                 | katowickie       | Marek Kopel (od 1991)                  | [ 13 ]  |
| Ciechanów               | ciechanowskie    | Tadeusz Bochnia                        | [ 14 ]  |
| Częstochowa             | częstochowskie   | Tadeusz Wrona                          | [ 15 ]  |
| Dąbrowa Górnicza        | katowickie       | Jerzy Talkowski (do 1991)              | [ 16 ]  |
| Dąbrowa Górnicza        | katowickie       | Henryk Zaguła (od 1991)                | [ 16 ]  |
| Elbląg                  | elbląskie        | Józef Gburzyński                       | [ 17 ]  |
| Ełk                     | suwalskie        | Adam Puza                              | [ 18 ]  |
| Gdańsk                  | gdańskie         | Jacek Starościak (do 1991)             | [ 5 ]   |
| Gdańsk                  | gdańskie         | Franciszek Jamroż (od 1991)            | [ 5 ]   |
| Gdynia                  | gdańskie         | Franciszka Cegielska                   | [ 19 ]  |
| Gliwice                 | katowickie       | Andrzej Gałażewski (do 1991)           | [ 20 ]  |
| Gliwice                 | katowickie       | Piotr Sarré (od 1991 do 1993)          | [ 21 ]  |
| Gliwice                 | katowickie       | Andrzej Karasiński (p.o., w 1993)      | [ 21 ]  |
| Gliwice                 | katowickie       | Zygmunt Frankiewicz (od 1993)          | [ 22 ]  |
| Głogów                  | legnickie        | Jacek Zieliński                        | [ 23 ]  |
| Gniezno                 | poznańskie       | Bogdan Trepiński                       | [ 24 ]  |
| Gorzów Wielkopolski     | gorzowskie       | Nikodem Wolski (do 1992)               | [ 25 ]  |
| Gorzów Wielkopolski     | gorzowskie       | Lech Marek Gorywoda (od 1992)          | [ 25 ]  |
| Grudziądz               | toruńskie        | Andrzej Wiśniewski                     | [ 26 ]  |
| Inowrocław              | bydgoskie        | Jerzy Tokarski (do 1991)               | [ 27 ]  |
| Inowrocław              | bydgoskie        | Maciej Głuszkowski (od 1991)           | [ 27 ]  |
| Jastrzębie-Zdrój        | katowickie       | Władysław Czyż                         | [ 28 ]  |
| Jaworzno                | katowickie       | Andrzej Węglarz                        | [ 29 ]  |
| Jelenia Góra            | jeleniogórskie   | Marcin Zawiła                          | [ 30 ]  |
| Kalisz                  | kaliskie         | Wojciech Bachor                        | [ 31 ]  |
| Katowice                | katowickie       | Jerzy Śmiałek                          | [ 5 ]   |
| Kędzierzyn-Koźle        | opolskie         | Jerzy Bobrowski (do 1990)              | [ 32 ]  |
| Kędzierzyn-Koźle        | opolskie         | Mirosław Borzym (od 1990)              | [ 33 ]  |
| Kielce                  | kieleckie        | Arkadiusz Płoski (do 1991)             | [ 34 ]  |
| Kielce                  | kieleckie        | Robert Rzepka (od 1991 do 1994)        | [ 34 ]  |
| Kielce                  | kieleckie        | Jolanta Daniel (od 1994)               | [ 34 ]  |
| Knurów                  | katowickie       | Romuald Myga                           | [ 35 ]  |
| Kołobrzeg               | koszalińskie     | Henryk Bieńkowski                      | [ 36 ]  |
| Konin                   | konińskie        | Marek Waszkowiak                       | [ 37 ]  |
| Koszalin                | koszalińskie     | Bogdan Krawczyk                        | [ 38 ]  |
| Kraków                  | krakowskie       | Jacek Woźniakowski (do 1991)           | [ 5 ]   |
| Kraków                  | krakowskie       | Krzysztof Bachmiński (od 1991 do 1992) | [ 5 ]   |
| Kraków                  | krakowskie       | Józef Lassota (od 1992)                | [ 5 ]   |
| Krosno                  | krośnieńskie     | Roman Buchta                           | [ 39 ]  |
| Kutno                   | płockie          | Jerzy Ceranowski (do 1993)             | [ 40 ]  |
| Kutno                   | płockie          | Krzysztof Debich (od 1993)             | [ 41 ]  |
| Legionowo               | warszawskie      | Andrzej Kicman                         | [ 42 ]  |
| Legnica                 | legnickie        | Tadeusz Pokrywka (do 1991)             | [ 43 ]  |
| Legnica                 | legnickie        | Edward Jaroszewicz (od 1991)           | [ 44 ]  |
| Leszno                  | leszczyńskie     | Edward Szczucki                        | [ 45 ]  |
| Lubin                   | legnickie        | Robert Raczyński                       | [ 46 ]  |
| Lublin                  | lubelskie        | Sławomir Janicki (do 1991)             | [ 5 ]   |
| Lublin                  | lubelskie        | Leszek Bobrzyk (od 1991)               | [ 5 ]   |
| Łomża                   | łomżyńskie       | Marek Przeździecki (do 1992)           | [ 47 ]  |
| Łomża                   | łomżyńskie       | Henryk Żelechowski (od 1992)           | [ 47 ]  |
| Łódź                    | łódzkie          | Grzegorz Palka                         | [ 5 ]   |
| Mielec                  | rzeszowskie      | Władysław Bieniek                      | [ 48 ]  |
| Mysłowice               | katowickie       | Stanisław Dyduch                       | [ 49 ]  |
| Nowa Sól                | zielonogórskie   | Krzysztof Gonet                        | [ 50 ]  |
| Nowy Sącz               | nowosądeckie     | Jerzy Gwiżdż                           | [ 51 ]  |
| Olsztyn                 | olsztyńskie      | Jerzy Bukowski (do 1992)               | [ 52 ]  |
| Olsztyn                 | olsztyńskie      | Józef Grzegorczyk (od 1992)            | [ 52 ]  |
| Opole                   | opolskie         | Jacek Kucharzewski                     | [ 53 ]  |
| Ostrołęka               | ostrołęckie      | Tadeusz Pieczyński (do 1992)           | [ 54 ]  |
| Ostrołęka               | ostrołęckie      | Wiesław Piaściński (od 1992)           | [ 55 ]  |
| Ostrowiec Świętokrzyski | kieleckie        | Lech Janiszewski                       | [ 56 ]  |
| Ostrów Wielkopolski     | kaliskie         | Mirosław Kruszyński                    | [ 57 ]  |
| Oświęcim                | bielskie         | Dariusz Dulnik                         | [ 58 ]  |
| Otwock                  | warszawskie      | Antoni Fedorowicz                      | [ 59 ]  |
| Pabianice               | łódzkie          | Marek Firkowski                        | [ 60 ]  |
| Piekary Śląskie         | katowickie       | Andrzej Żydek                          | [ 61 ]  |
| Piła                    | pilskie          | Piotr Majchrzak                        | [ 62 ]  |
| Piotrków Trybunalski    | piotrkowskie     | Michał Rżanek                          | [ 63 ]  |
| Płock                   | płockie          | Andrzej Drętkiewicz                    | [ 64 ]  |
| Poznań                  | poznańskie       | Wojciech Szczęsny Kaczmarek            | [ 5 ]   |
| Pruszków                | warszawskie      | Konrad Kosiński (do 1992)              | [ 65 ]  |
| Pruszków                | warszawskie      | Jerzy Sierak (od 1992)                 | [ 66 ]  |
| Przemyśl                | przemyskie       | Mieczysław Napolski                    | [ 67 ]  |
| Puławy                  | lubelskie        | Jadwiga Piskorska-Pliszczyńska         | [ 68 ]  |
| Racibórz                | katowickie       | Jan Kuliga                             | [ 69 ]  |
| Radom                   | radomskie        | Wojciech Gęsiak                        | [ 70 ]  |
| Radomsko                | piotrkowskie     | Mieczysław Pawłowski                   | [ 71 ]  |
| Ruda Śląska             | katowickie       | Zygmunt Żymełka                        | [ 72 ]  |
| Rybnik                  | katowickie       | Józef Makosz                           | [ 73 ]  |
| Rzeszów                 | rzeszowskie      | Zdzisław Banat (do 1991)               | [ 74 ]  |
| Rzeszów                 | rzeszowskie      | Mieczysław Janowski (od 1991)          | [ 75 ]  |
| Siedlce                 | siedleckie       | Henryk Gut                             | [ 76 ]  |
| Siemianowice Śląskie    | katowickie       | Piotr Madeja                           | [ 77 ]  |
| Sieradz                 | sieradzkie       | Janusz Marszałkowski (do 1993)         | [ 78 ]  |
| Sieradz                 | sieradzkie       | Romuald Koliński (od 1993)             | [ 79 ]  |
| Skarżysko-Kamienna      | kieleckie        | Jerzy Cukierski                        | [ 80 ]  |
| Skierniewice            | skierniewickie   | Włodzimierz Binder                     | [ 81 ]  |
| Słupsk                  | słupskie         | Wiesław Kurtiak (do 1991)              | [ 82 ]  |
| Słupsk                  | słupskie         | Teresa Krasowska (od 1991)             | [ 82 ]  |
| Sopot                   | gdańskie         | Henryk Ledóchowski (do 1992)           | [ 83 ]  |
| Sopot                   | gdańskie         | Jan Kozłowski (od 1992)                | [ 84 ]  |
| Sosnowiec               | katowickie       | Piotr Juda (do 1991)                   | [ 85 ]  |
| Sosnowiec               | katowickie       | Zdzisław Kleszcz (od 1991)             | [ 86 ]  |
| Stalowa Wola            | tarnobrzeskie    | Jacek Koralewski                       | [ 87 ]  |
| Starachowice            | kieleckie        | Grzegorz Walendzik                     | [ 88 ]  |
| Stargard Szczeciński    | szczecińskie     | Waldemar Gil                           | [ 89 ]  |
| Starogard Gdański       | gdańskie         | Paweł Głuch                            | [ 90 ]  |
| Suwałki                 | suwalskie        | Zdzisław Chmielewski (do 1991)         | [ 91 ]  |
| Suwałki                 | suwalskie        | Leszek Poźniak (od 1991)               | [ 92 ]  |
| Szczecin                | szczecińskie     | Jan Czesław Bielecki (do 1991)         | [ 5 ]   |
| Szczecin                | szczecińskie     | Władysław Lisewski (od 1991)           | [ 5 ]   |
| Świdnica                | wałbrzyskie      | Jacek Drobny (do 1991)                 | [ 93 ]  |
| Świdnica                | wałbrzyskie      | Krzysztof Duniewski (od 1991)          | [ 94 ]  |
| Świętochłowice          | katowickie       | Krystyna Rawska                        | [ 95 ]  |
| Świnoujście             | szczecińskie     | Leszek Miłosz                          | [ 96 ]  |
| Tarnobrzeg              | tarnobrzeskie    | Stanisław Żwiruk                       | [ 97 ]  |
| Tarnów                  | tarnowskie       | Mieczysław Bień                        | [ 98 ]  |
| Tczew                   | gdańskie         | Ferdynand Motas                        | [ 99 ]  |
| Tomaszów Mazowiecki     | piotrkowskie     | Cezary Krawczyk                        | [ 100 ] |
| Toruń                   | toruńskie        | Jerzy Wieczorek                        | [ 101 ] |
| Tychy                   | katowickie       | Jerzy Śpiewak (do 1991)                | [ 102 ] |
| Tychy                   | katowickie       | Franciszek Kotulski (od 1991)          | [ 102 ] |
| Wałbrzych               | wałbrzyskie      | Zdzisław Grzymajło                     | [ 103 ] |
| Warszawa                | warszawskie      | Stanisław Wyganowski                   | [ 5 ]   |
| Wejherowo               | gdańskie         | Jerzy Budnik                           | [ 104 ] |
| Włocławek               | włocławskie      | Urszula Palińska                       | [ 105 ] |
| Wodzisław Śląski        | katowickie       | Henryk Lewandowski (do 1993)           | [ 106 ] |
| Wodzisław Śląski        | katowickie       | Lech Litwora (od 1993)                 | [ 107 ] |
| Wrocław                 | wrocławskie      | Bogdan Zdrojewski                      | [ 5 ]   |
| Zabrze                  | katowickie       | Gerard Hajda (do 1991)                 | [ 108 ] |
| Zabrze                  | katowickie       | Roman Urbańczyk (od 1991)              | [ 108 ] |
| Zamość                  | zamojskie        | Marcin Zamoyski (do 1992)              | [ 109 ] |
| Zamość                  | zamojskie        | Wiesław Włoszczyński (od 1992 do 1993) | [ 110 ] |
| Zamość                  | zamojskie        | Tadeusz Kowalski (od 1993)             | [ 111 ] |
| Zawiercie               | katowickie       | Roman Flak                             | [ 112 ] |
| Zduńska Wola            | sieradzkie       | Radosław Sieradzki                     | [ 113 ] |
| Zgierz                  | łódzkie          | Jan Czajkowski                         | [ 114 ] |
| Zielona Góra            | zielonogórskie   | Roman Doganowski                       | [ 115 ] |
| Żory                    | katowickie       | Jan Huzarewicz (do 1992)               | [ 116 ] |
| Żory                    | katowickie       | Zygmunt Łukaszczyk (od 1992)           | [ 117 ] |
| Żyrardów                | skierniewickie   | Ryszard Chudzik                        | [ 118 ] |